# Anthony Coleman
Pour les articles homonymes, voir Coleman.
Anthony Coleman, né le 30 août 1955 à New York, est un musicien américain. Pianiste, claviériste, joueur de trombone et chanteur, il est un membre actif de la scène d'improvisation libre et de jazz d'avant-garde new-yorkaise depuis la fin des années 1970.

## Biographie
Il est surtout connu pour ses travaux des années 1980 et 90 avec le compositeur expérimental John Zorn sur des œuvres importantes telles que Cobra, Kristallnacht, The Big Gundown, Archery et Spillane.
Il a également à son actif plusieurs productions de musique juive contemporaine, notamment avec ses groupes Sephardic Tinge et Selfhaters, qui ont au cours des années 1990 exploré aussi bien la richesse de son héritage que la description de la lamentation d'une culture minoritaire en diaspora.
En 2003, il a enseigné la composition et la théorie musicale à l'université de Bennington, dans le Vermont.
En 2004, le festival Abstract Adventures à Bruxelles fut centré autour de son œuvre.

## Discographie sélective
- Pushy Blueness (2006) Tzadik
- Shmutsige Magnaten (2006) Tzadik
- Our Beautiful Garden Is Open (2002) Tzadik
- The Abysmal Richness of the Infinite Proximity of the Same (1998) Tzadik
- Morenica (1998) Tzadik
- I Could've Been A Drum (1997) Tzadik
- Selfhaters (1996) Tzadik
- Sephardic Tinge (1995) Tzadik
- Lobster & Friend (1993) Knitting Factory Works
- The Coming Great Millennium (1992) Knitting Factory Works
- Disco by Night (1992) Avant
- Back To The Future (2005) Ictus
- With Every Breath: The Music Of Shabbat At BJ (1999) Knitting Factory Works
- Music For Children (1998) Tzadik
- New Traditions In East Asian Bar Bands (1997)
- Duras: Duchamp (1997) Tzadik
- Shoe String Symphonettes (1997) Tzadik
- Bar Kokhba (1996) Tzadik
- Kristallnacht (1994) Tzadik / Eva
- Camp Stories (1994) Knitting Factory Works
- Spillane (1988) Tzadik / Nonesuch
- The Big Gundown (1986) Tzadik / Nonesuch
- Cobra (1987) Hathut Records
- Archery (1980) Tzadik / Parachute